# Jarno Wienefeld
Jarno Wienefeld (* 16. Juni 1998 in Hamburg) ist ein deutscher Fußballschiedsrichter.

## Karriere
Seinen Schiedsrichterschein machte Wienefeld im Alter von 14 Jahren.
Im Sommer 2022 leitete er das U19-DFB-Pokalfinale zwischen Borussia Dortmund und dem VfB Stuttgart.
Seit 2023 ist Wienefeld auf der Liste der DFB-Schiedsrichter. Er debütierte als Schiedsrichter in der 3. Liga am 2. September 2023 bei der Partie SSV Ulm gegen VfB Lübeck. Als Schiedsrichter-Assistent debütierte er in der 2. Bundesliga am 5. August 2023 bei der Partie Schalke 04 gegen 1. FC Kaiserslautern.
Ab der Saison 2025/26 ist er als Schiedsrichter in der 2. Bundesliga aktiv.

## Leben
Jarno Wienefeld wuchs in Hamburg-Lohbrügge auf. Er machte 2017 an der Stadtteilschule Bergedorf sein Abitur. Er studiert Wirtschaftsingenieurwesen im Master mit Schwerpunkt Energietechnik.